# 40 Days for Life
 (septembre 2024).
Si vous disposez d'ouvrages ou d'articles de référence ou si vous connaissez des sites web de qualité traitant du thème abordé ici, merci de compléter l'article en donnant les références utiles à sa vérifiabilité et en les liant à la section « Notes et références ».

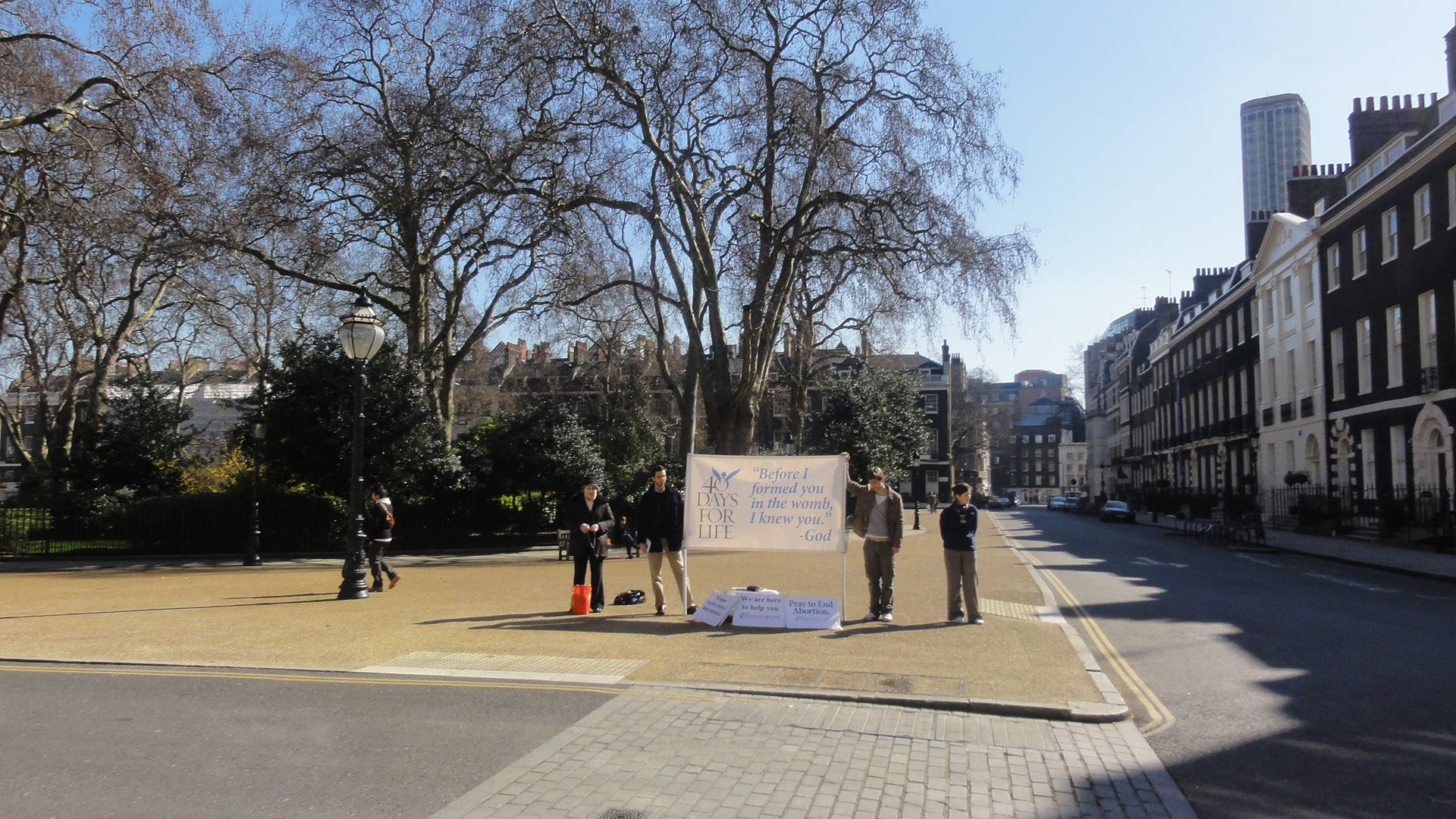
Campagne de 40 Days for Life en Angleterre.

40 Days for Life est une organisation chrétienne pro-vie qui a commencé en 2004 par un groupe local du Texas, dirigée par David Bereit.
Bien que les campagnes locales peuvent se poursuivre toute l'année, la campagne internationale est active chaque année à l'automne et au printemps.
Pendant ces 40 jours, des bénévoles locaux participent à des prières et à des jeûnes devant des hôpitaux ou des cliniques qui pratiquent des interruptions volontaires de grossesse.

## Historique

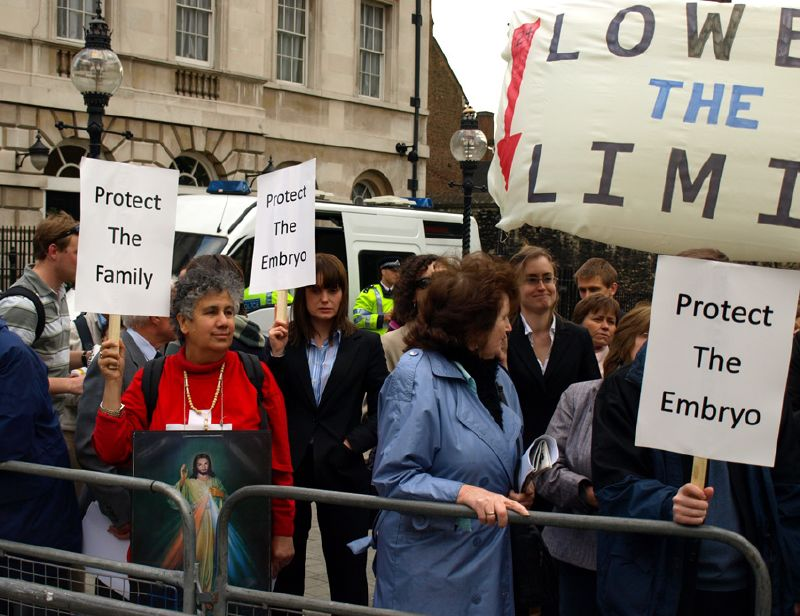
40 Days for Life

Le concept des 40 jours vient des récits bibliques : 40 jours dans l'arche de Noé ; Moïse se trouve 40 jours sur le mont Sinaï ; et Jésus 40 jours dans le désert.
L’organisation a été fondée à Bryan, Texas en 1998 par Shawn Carney, un étudiant catholique.
La campagne de l'automne 2010 a été lancée dans 238 endroits à travers le monde, y compris au Canada, en Australie, en Angleterre, en Irlande du Nord et au Danemark.
En 2013, Planned Parenthood situé à Bryan a fermé ses portes. Le bâtiment a été racheté par 40 Days for Life .
De 2007 à 2013, l'organisation a effectué 2 480 campagnes dans plus de 500 villes et considère que « les vies de 7 000 bébés ont été sauvées » .